# Francisco Olaya Morales
Francisco Olaya Morales (Linares, 9 de mayo de 1923 - París, 16 de marzo de 2011) fue un político e historiador anarquista español, destacado militante de la CNT. 

## Vida
Decidió unirse al movimiento libertario muy joven, concienciado por la Revolución de Asturias de 1934 y su represión por el gobierno republicano. En plena Guerra Civil, en 1937, fue nombrado Secretario de Cultura y propaganda de las Juventudes Libertarias del Comité Provincial de Jaén, convirtiéndose además en responsable de la emisora de radio AEJ 37 de su localidad natal, Linares. En 1938 fue nombrado miliciano de la cultura en la 88.ª Brigada Mixta. 
Al término de la Guerra, reorganizó las Juventudes Libertarias en Linares y preparó una de las primeras huelgas conocidas durante el Franquismo, en septiembre de 1939, lo que condujo a su detención y encarcelamiento durante varios años.
Tras ser liberado, se exilió en Francia donde desempeñó cargos de responsabilidad en la CNT en el exilio. En 1960 fue secretario de cultura del secretariado internacional de la misma. En 1961 participó en el Congreso de Limoges, y en 1963 represntó a la CNT en el Congreso de la AIT, y en 1965 fue delegado al Congreso de Montpellier. Abandonó por sus diferencias con Germinal Esgleas y sus partidarios, después de criticarles duramente.
Colaboró con Fernando Valera Aparicio, último jefe del gobierno de la República en el exilio (1971-1977), realizando diversas misiones diplomáticas y estudios de Sociología en México y Yugoslavia. 
Fue director de periódicos como Nervio, (prohibido en Francia en 1960, debido a las presiones franquistas), El Rebelde, (fundado por el mismo) y Mi Tierra.
Trabajó en varias universidades europeas y americanas, entregándose a la investigación histórica. Escribió una serie de estudios sobre la incautación y dudosa gestión del patrimonio público y privado de los españoles por parte de los gobiernos del Frente Popular durante la guerra civil española, criticando en especial a Juan Negrín y a Indalecio Prieto. Su obra es considerada por el economista Juan Velarde Fuertes como el más serio, documentado, objetivo y esclarecedor estudio a tal respecto;[cita requerida] por contra, el historiador Ricard Camil Torres ha calificado dichos trabajos como «acientíficos», «infames» y prescindibles.
Poseía un importantísimo archivo y biblioteca compuesto por más de 1 millón de documentos originales y fotocopias sobre la historia moderna y contemporánea de España y Europa, así como miles de libros, microfilms y colecciones de prensa, todos ellos de gran valor histórico. Olaya Morales intentó durante años que este fondo se ubicara como fundación en su localidad natal.
En 2005 la Unión de Colectivos Librepensadores Acracia de Linares junto con la productora Útopi, realizó un documental sobre la vida y obra de este historiador libertario titulado El violento oficio de la Historia, dirigido por Óscar Martínez.

## Obras
- La conspiración contra la República.
- La comedia de la no-intervención en la Guerra Civil Española (1976). Madrid, Gregorio del Toro. ISBN 84-312-0149-5
- La gran estafa: Negrín, Prieto y el patrimonio español (1996). Móstoles, Nossa y Jara. ISBN 84-87169-93-7
- Hispania y el descubrimiento de América (1992). Móstoles, Nossa y Jara. ISBN 84-87169-29-5
- Historia del movimiento obrero español: (siglo XIX) (1994) Móstoles, Nossa y Jara. ISBN 84-87169-61-9
- La intervención extranjera en la guerra civil (1990). Móstoles, Nossa y Jara. ISBN 84-87169-11-2
- El oro de Negrín (1997). Móstoles, Nossa y Jara. ISBN 84-87169-97-X
- El expolio de la República. De Negrín al Partido Socialista, con escala en Moscú: el robo del oro español y los bienes particulares (2004). Barcelona, Belacqua. ISBN 84-95894-83-1. Con prólogo de Federico Jiménez Losantos
- La gran estafa de la guerra Civil: la historia del latrocinio socialista del patrimonio nacional y el abandono de los españoles en el exilio (2004). Barcelona, Belacqua. ISBN 84-96326-09-8.
- Las verdades ocultas de la Guerra Civil: las conspiraciones que cambiaron el rumbo de la República (2005). Barcelona, Belacqua. ISBN 84-9632-64-84
- Los traidores de la Guerra Civil: el papel de los funcionarios del Estado, los oligarcas y las potencias extranjeras durante la contienda nacional (2005). Barcelona, Belacqua. ISBN 84-9632-63-47